# Catharsius fastidiosus
Catharsius fastidiosus är en skalbaggsart som beskrevs av Thomson 1858. Catharsius fastidiosus ingår i släktet Catharsius och familjen bladhorningar. Inga underarter finns listade.